# آدام چانلر-برات
آدام چانلر-برات (به انگلیسی: Adam Chanler-Berat) (زاده ۳۱ دسامبر ۱۹۸۸) بازیگر آمریکایی است.
از فیلم‌های معروف او می‌توان به بازی در اهداکننده و زندگی قبل از چشمان او اشاره کرد.